# 楊德仁 (清朝)
杨德仁（?—?），广东嘉应县人。清朝官员。同进士出身。
乾隆十九年（1744年）甲戌科三甲进士。乾隆二十九年（1754年）任福建邵武府建宁县知县。